# بطولة الكويت لمحترفي الإسكواش 2010
بطولة الكويت لمحترفي الإسكواش 2010 (بالفرنسية: Kuwait PSA Cup 2010) هي نسخة عام 2010 من بطولة الكويت لمحترفي الإسكواش، والتي أقيمت بمدينة الكويت في الفترة من 28 أكتوبر- 2 نوفمبر 2010. تُشكل هذه النسخة جزءًا من نهائيات كأس العالم (كرة القاعدة)، وهي الفئة الأكثر شهرة والأكثر ثراءً. يضمّ الجدول 32 لاعبًا، بما في ذلك ثمانية لاعبين مؤهلين. يتم تصنيف اللاعبين الثمانية الأوائل.
فاز اللاعب رامي عاشور في المباراة النهائية على اللاعب عمرو شبانة.

## اللاعبين المصنفين
1. إنجلترا نيك ماثيو[1]
2. مصر رامي عاشور[2][3] (بطولة)
3. مصر عمرو شبانة[4] (نهائي)
4. مصر كريم درويش (ربع نهائي)
5. فرنسا غريغوري غوتييه[5] (نصف نهائي)
6. إنجلترا جيمس ويلستروب[6] (نصف النهائي)
7. فرنسا تهيري لنكو[7] (ربع النهائي)
8. إنجلترا بيتر باركر[8] (ربع النهائي)
9. إنجلترا داريل سليبي [9] (ربع النهائي)
10. مصر وائل الهندي[10]
11. هولندا لورانس يان أنجما[11]
12. مصر محمد الشوربجي[12]
13. ماليزيا محمد أزلان إسكندر[13]
14. إنجلترا أدريان غرانت
15. إنجلترا أليستر ووكر[14]
16. أستراليا كاميرون بيلي[15]

## روابط خارجية
- صفحة موقع الإسكواش
- بطولة الكويت المفتوحة للإسكواش (رجال) 2010
- بطولة الكويت للإسكواش 2010